# An-jang
An-jang (čínsky pchin-jinem Ānyáng, znaky 安阳) je městská prefektura v Čínské lidové republice. Patří k provincii Che-nan.
Celá prefektura má rozlohu 7 354 čtverečních kilometrů a v roce 2020 zde žilo necelých pět a půl miliónu obyvatel.

## Starověké město
V pozdím období vlády dynastie Šang, první historicky doložené čínské dynastie, se jednalo o jedno z hlavních sídel jejích vládců. Největšího vlivu dosáhlo ve 13. a 12. století př. n. l. V ruinách byly objeveny zbytky pěti městských bran a hroby obsahující pozůstatky koní a bojové vozy. Celkem se našlo 11 velkých královských hrobek.

## Poloha
An-jang je nejsevernější prefekturou provincii Che-nan, leží na kraji Severočínské nížiny. Sousedí na východě s Pchu-jangem, na jihu s Che-pi a s Sin-siangem, na západě s provincií Šan-si a na severu s provincií Che-pej.

## Správní členění
Městská prefektura An-jang se člení na devět celků okresní úrovně, a sice čtyři městské obvody, jeden městský okres a čtyři okresy.
| Wen-feng Pej-kuan Jin-tu Lung-an okres · An-jang okres · Tchang-jin okres · Chua okres · Nej-chuang městský okres · Lin-čou |        |                       |             |                                         |
| Název | Název  | Počet obyvatel (2020) | Rozloha km² | Hustota zalidnění (obyv. na km²) (2020) |
| český přepis | znaky  | Počet obyvatel (2020) | Rozloha km² | Hustota zalidnění (obyv. na km²) (2020) |
| Městské obvody |        |                       |             |                                         |
| Wen-feng | 文峰区 | 579 101               | 114         | 5 075                                   |
| Pej-kuan | 北关区 | 327 762               | 94          | 3 485                                   |
| Jin-tu | 殷都区 | 219 780               | 67          | 3 269                                   |
| Lung-an | 龙安区 | 272 224               | 364         | 749                                     |
| Městský okres |        |                       |             |                                         |
| Lin-čou | 林州市 | 950 939               | 2 062       | 461                                     |
| Okresy |        |                       |             |                                         |
| An-jang | 安阳县 | 821 530               | 1 090       | 754                                     |
| Tchang-jin | 汤阴县 | 455 136               | 637         | 715                                     |
| Chua | 滑县   | 1 169 072             | 1 782       | 656                                     |
| Nej-chuang | 内黄县 | 682 070               | 1 145       | 596                                     |
| |        |                       |             |                                         |
| Celkem | Celkem | 5 477 614             | 7 354       | 745                                     |

## Partnerská města
- Anjang, Jižní Korea (25. červenec 2013)

- Lethbridge, Kanada (12. květen 2005)
- Nakuru, Keňa (1. září 2009)

- Schaerbeek, Belgie (12. září 1985)
- Sóka, Japonsko (1. listopad 1998)